# Incidente del Convair CV-580 della Conair Aviation del 2010
Il 31 luglio 2010, un Convair CV-580 Airtanker gestito da Conair Aviation si schiantò durante una missione antincendio nei pressi di Lytton, Columbia Britannica, Canada. Entrambi i membri dell'equipaggio, le uniche persone a bordo, rimasero uccisi.
L'indagine successiva non trovò prove di guasti meccanici e concluse che un'illusione visiva durante il volo a bassa quota potrebbe aver impedito al pilota di valutare accuratamente la traiettoria di volo in tempo utile per evitare gli alberi e il terreno in salita.

## Aereo ed equipaggio
L'aereo era un Convair CV-580 Airtanker biturboelica, numero di serie 129, immatricolato C-FKFY, prodotto nel 1953. Era dotato di un serbatoio antincendio e di altri equipaggiamenti standard, ma non aveva un registratore di voce in cabina di pilotaggio, un registratore di dati di volo o un dispositivo di segnalazione di stallo.
I due membri dell'equipaggio erano il comandante Tim Whiting, 58 anni, e il primo ufficiale Brian Tilley, 36 anni, con rispettivamente 17 000 e 5 200 ore di volo. Whiting aveva 3 500 ore di esperienza nella soppressione degli incendi, mentre Tilley ne aveva solo 26.

## L'incidente
L'operazione di spegnimento dell'incendio coinvolse due velivoli: un Rockwell Turbo Commander 690 che fungeva da bird dog (velivolo di osservazione) e il velivolo dell'incidente, che operava come Tanker 448. Il primo aereo dirigeva l'aerocisterna verso l'area in cui doveva essere rilasciato il ritardante. Il 31 luglio 2010 entrambi i velivoli sono decollati dall'aeroporto di Kamloops e si sono diretti verso l'incendio.
Mentre si preparavano per un rilascio di liquido sul lato del canyon del fiume Fraser, l'aerocisterna 448 colpì degli alberi mentre sganciava inaspettatamente il ritardante destinato all'obiettivo. Pochi secondi dopo entrò in rotazione e si schiantò in un burrone. Dopo l'impatto scoppiò un incendio che consumò gran parte dei rottami. Entrambi i membri dell'equipaggio rimasero feriti mortalmente.

## Le indagini
L'indagine sull'incidente venne condotta dal Transportation Safety Board of Canada (TSB) e si concluse nell'aprile 2012 con la pubblicazione del rapporto finale sull'incidente. Non erano emerse prove di guasti meccanici. Il TSB stabilì che "l'illusione visiva potrebbe aver precluso il riconoscimento, o una valutazione accurata, del profilo della traiettoria di volo in tempo utile per evitare gli alberi sul terreno in salita".
Non fu possibile stabilire se l'impatto iniziale con gli alberi avesse danneggiato l'aeromobile al punto da comprometterne la controllabilità. Venne comunque stabilito che l'aeromobile "era entrato in uno stallo aerodinamico e in una rotazione dalla quale non era stato possibile recuperare a una quota così bassa".